# Хуан Алмеида Боске
Хуан Алмеида Боске (шп. Juan Almeida Bosque; Хавана, 17. фебруар 1927 — Хавана, 11. септембар 2009) био је кубански политичар, револуционар и једна од водећих личности Кубанске револуције. Након што су револуционари преузели власт 1959. године, постао је важна личност у Комунистичкој партији Кубе. По тренутку смрти, био је потпредседник Државног савета Републике Кубе. Носилац је бројних ордења и награда, кубанских и међународних, укључујући орден "Херој Републике Кубе"

## Младост и револуција
Алмеида је рођен 17. фебруара 1927. године у Хавани. Напустио је школу са 18 година и постао је зидар. Током студија права на Универзитету у Хавани, 1952. постао је близак са револуционаром Фиделом Кастром и у марту те године прикључио се анти-Батиста покрету. Године 1953. прикључио се Фиделу и његовом брату, Раулу Кастру у нападу на касарну Монкада у Сантијагу. Ухапшен је, заједно са браћом Кастро у затвору на острву Пинос. Помилован је 15. маја 1955. и пребачен у Мексико.
Алмеида се вратио на Кубу, заједно са браћом Кастро, Че Геваром и 78 револуционара на Гренма експедицији, и био је један од само 12 револуционара који су преживели искрцавање. Алмеиди се често приписује слоган "Овде се нико не предаје", слоган који је изговорио Че Гевари, и слоган који је постао је постао симбол Кубанске револуције, иако су ове речи изговорене од стране Камила Сјенфуегоса. Алмеида је такође био на гласу као добар стрелац. Након искрцавања, наставио је да се бори против трупа Фулгенсија Батисте у герилском рату у планинском венцу Сиера Маестра. Године 1958. унапређен је у чин командира и вођу Револуционарне армије у Сантијагу. Током револуције, као особа афрокубанског порекла, на важној позицији, био је симбол побуне над дискриминаторским системом.

## Након револуције
Након успеха Кубанске револуције, у јануару 1959. године, Алмеида је командовао великим делом Револуционарним оружани снагама Кубе. Као мајор, током Инвазије у заливу свиња, априла 1961. предводио је Централну армију са седиштем у Санту Клари. Касније је унапређен у генерала, изабран за члана централног комитета, поличког бироа, и разне друге позиције.
Нагређен је звањем "Командант револуције", а при крају живота је био један од само три носилаца овог звања.
Године 1988. Фидел Кастро га је наградио орденом "Херој Републике Кубе" Алмеида је такође биo на челу Националног удружења ветерана и бораца револуције. Написао је неколико књига, укључујући популарну трилогију Војни затвор, Изгнанство и Искрцавање. Такође је био текстописац и једна од његових песама „Дај ми гуц“ (шп. Dame un traguito) била је популарна на Куби неколико година.

## Смрт
Алмеида је умро од срчаног удара 11. септембра 2009. године. Дана 13. септембра, церемонија у његову част је одржана на Тргу Револуције у Хавани, а неколико мањих церомонија је одржано у осталим градовима. Проглашен је дан жалости, а заставе су се вијориле на пола копља. Фидел Кастро, који није виђен у јавности још од оставке 2008. године, послао је венац који је постављен поред венца Раула Кастра. Други високи државни функционери и чланови партије су присуствовали церемонији.